# Променлива звезда
Променливите звезди са всички звезди, чиито блясък не е постоянна величина, а се изменя с определена амплитуда. Откриването на променливите звезди е от изключителна важност. Причините за промяната в блясъка на тези звезди обикновено се дължи на протичащи в самите звезди физични процеси, но може и да е външна.
Наблюдават се около 14 000 звезди, които не се проявяват бурно, но все пак изпитват повече или по-малко периодични или съвсем хаотични и непрекъснати колебания на блясъка. Наричат се пулсиращи променливи, защото за повечето от тях колебанията в блясъка на светлината се предизвикват от колебанията в размерите им. Звездата ту се издува, ту се свива, като непрекъснато търпи радиални пулсации. Една такава пулсираща звезда е Алфа от съзвездието Малка мечка, позната като Полярна звезда.
Групата на пулсиращите звезди е изключително разнообразна. В нея се откриват повече от 10 типа променливи. Тяхното проучване дава изключително важна информация за Вселената: чрез двойни звезди можем да измерим директно масите им, да проследим драматичната им еволюция, можем да измерим разстоянието до други галактики (с наблюдения на свръхнови звезди, както и на цефеиди) и т.н.
Откриването на променливостта на някои звезди започнало с Давид Фабрициус (1564 – 1617) през 1596, когато той установил, че звездата Мира (омикрон Кит) е променлива. По това време това било сензация, защото всички силно вярвали, че звездите са вечни и неизменни, фиксирани върху въображаемата сфера на неподвижните звезди. Той нарекъл звездата „Мира“, което на латински означава „чудна“. След почти век италианският астроном Джеминиано Монтанари (1633 – 1687) установил, че втората по яркост звезда от съзвездието Персей променя блясъка си. Тази звезда се наричала „Алгол“, или „Дяволската звезда“, което означава, че арабите, които са ѝ дали това име, са забелязали променливостта на Алгол още преди Монтанари.
Променливостта на звездите може да се дължи на физически промени в тях (пулсиращи звезди), или на затъмнения на едната от звездите от другата в двойна система.